# Erebus albicans
Erebus albicans là một loài bướm đêm trong họ Erebidae.